# Lloyd 400

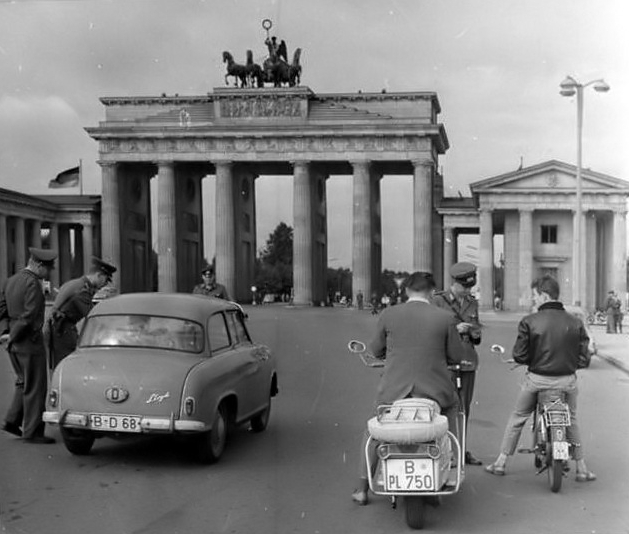
Lloyd LP 400 im August 1961 an der Kontrollstelle Brandenburger Tor in Berlin

Der Lloyd 400 war ein Kleinwagen, den die Lloyd Motoren Werke G.m.b.H. in Bremen von 1953 bis 1957 als Nachfolger des Lloyd 300 bauten. Die 400 in der Modellbezeichnung steht für den (aufgerundeten) Hubraum in cm³. Am 30. Januar 1953 wurde der Lloyd LP 400 bei einem Empfang der Presse präsentiert.

## Motor und Fahrwerk
Wie der Motor des Vorgängers war der Zweizylinder-Zweitaktmotor des Lloyd 400 mit Flachstromvergaser Solex 30 BFRH vorn quer eingebaut; der Hubraum betrug 386 cm³. Die Bohrung war gegenüber dem Lloyd 300 um 8 mm vergrößert (Bohrung × Hub = 62 mm × 64 mm); die Leistung auf 13 PS (9,6 kW) bei 3750/min und das Drehmoment auf 28,45 Nm bei 2750/min gestiegen. Der Motor brauchte ein Benzin-Öl-Gemisch im Verhältnis 1 : 25.
Von dem Motor wurde nachträglich bekannt, dass durch die Vergrößerung der Zylinderbohrung Kühlung und Schmierung nicht ausreichten, wodurch es zu Motorschäden kam. Mit einer anderen Beschichtung der Zylinderlaufbahnen wurde das Problem weitgehend gelöst. Um einen Imageschaden zu vermeiden, verzichteten die Lloyd Motoren Werke auf eine Rückrufaktion und luden stattdessen alle Kunden zum Werksbesuch bei Kaffee und Kuchen ein; während einer Werksbesichtigung warteten die Monteure den Wagen und tauschten unbemerkt den Motor aus. Presse und Konkurrenz erfuhren angeblich nichts davon.
Ab 1956 gab es eine „Sparausführung“ mit 250-cm²-Motor für die Besitzer des alten Führerscheines Klasse IV. Sie wurde als Lloyd 250 angeboten.
Die Wagen hatten eine Einscheibentrockenkupplung, ein nicht synchronisiertes Dreigang-Schieberadgetriebe mit Krückstockschaltung, Frontantrieb und Zahnstangenlenkung. Die Vorderräder waren an zwei Querblattfedern aufgehängt, die hintere Pendelachse an halbelliptischen Längsblattfedern.
In den ersten Monaten wurden die Trommelbremsen noch, wie beim Vorgänger, mechanisch mit Seilzug betätigt, ab März 1953 hydraulisch. Die mechanisch betätigte Handbremse wirkte auf die Vorderräder.

## Rahmen und Karosserie
Wie der Lloyd 300 hatte der 400 einen Zentralrohrrahmen und einen Plattformboden. Zunächst übernahm er auch die aus kunstlederbespannten Sperrholzschalen bestehende Karosserie vom Vorgänger. Lediglich die Fahrzeugfront wurde etwas moderner gestaltet. Der Spitzname „Leukoplastbomber“ traf also weiterhin zu.
Bereits ab März 1953 wurden die Seitenteile aus Stahlblech gefertigt; ab Januar 1954 auch die Motorhaube und das Fahrzeugheck. Ab November 1954 bestand schließlich das Dach ebenfalls aus Stahlblech.
Neben der Limousine mit der Zusatzbezeichnung LP gab es einen Kombi mit der Zusatzbezeichnung LS und einen Kastenwagen (LK). Ab August 1955 wurde auch eine Cabriolimousine (LC) angeboten. Die beiden Seitentüren aller Karosserievarianten waren hinten angeschlagen.

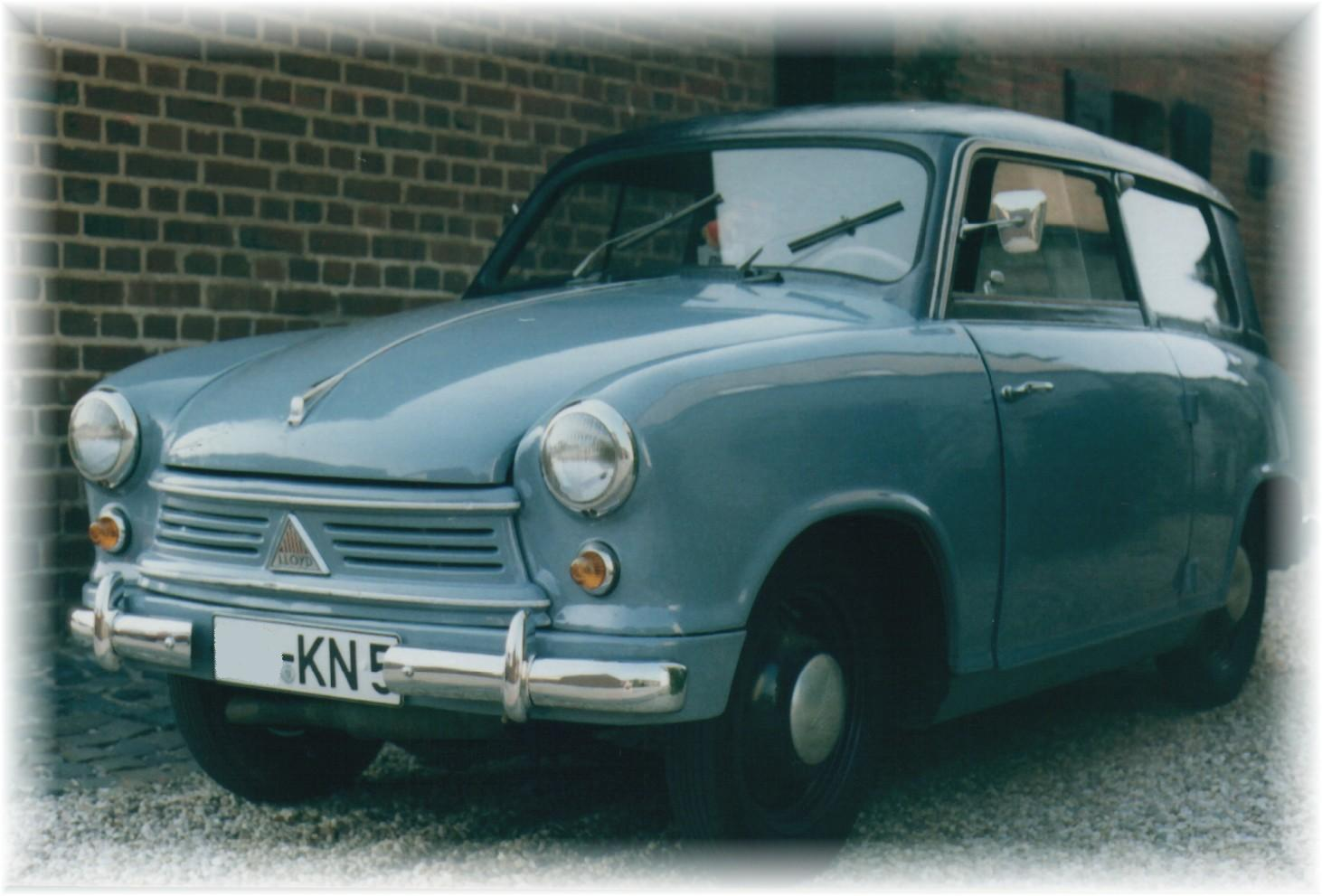
Lloyd LS 400
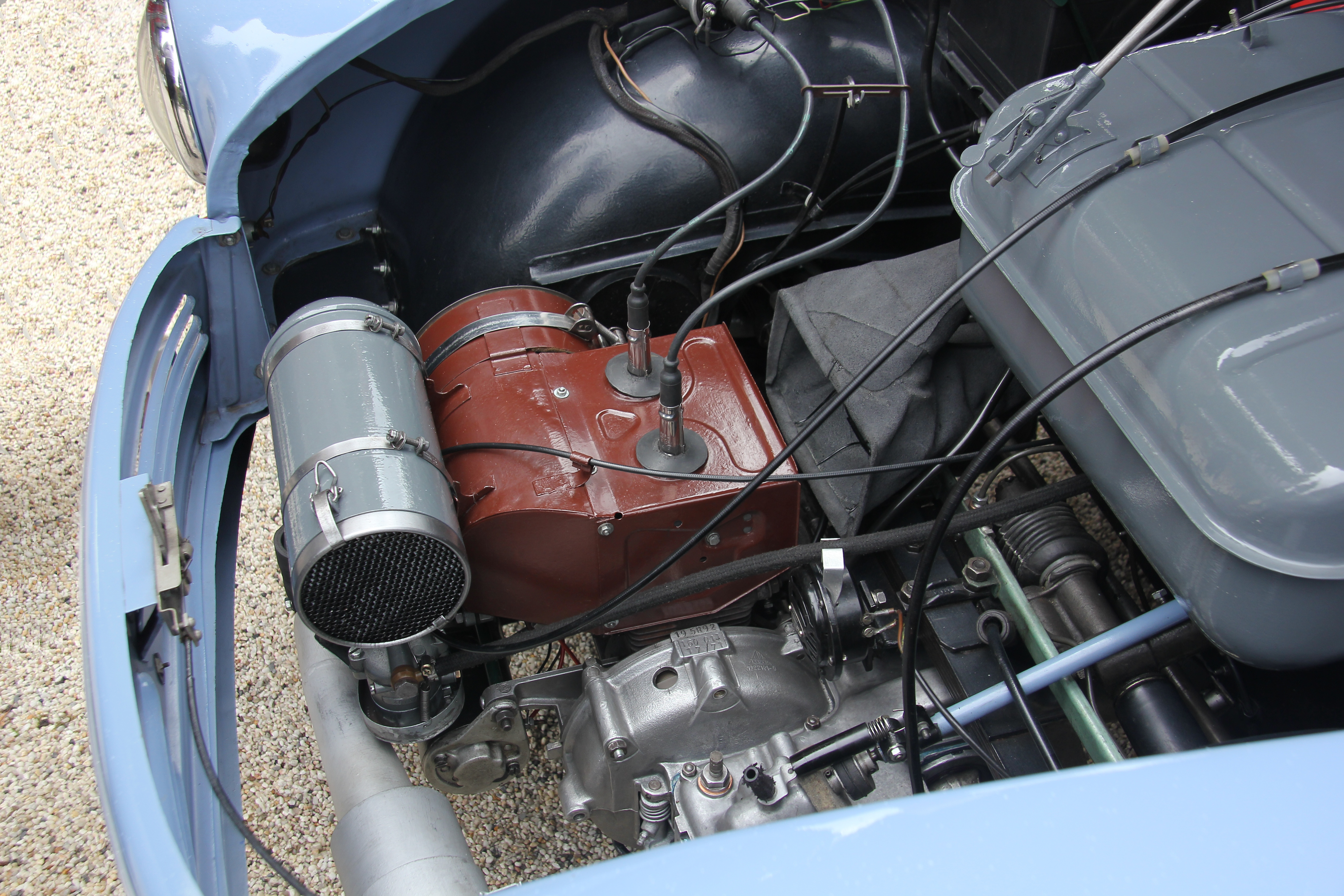
Zweizylinder-Zweitaktmotor
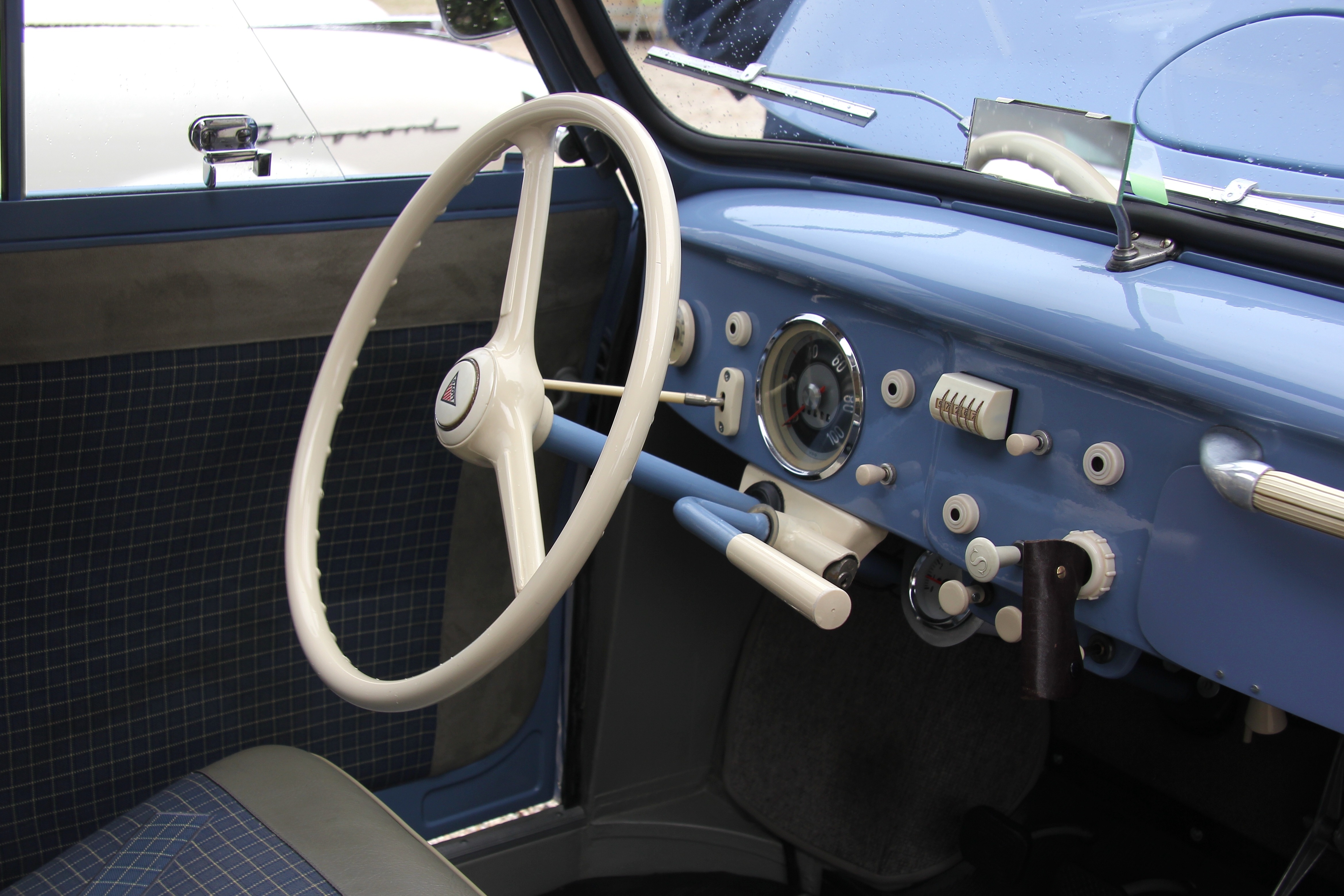
Krückstockschaltung am Armaturenbrett

## Preise und Fertigungszahlen
Die zweitürige Limousine LP 400 war 1953 für DM 3780,-- erhältlich. Bis 1955 sank ihr Preis auf DM 3350,--. Der dreitürige Kombiwagen LS 400 kostete anfangs DM 3970,--. Bis 1955 sank auch sein Preis bis auf DM 3480,--. Teuerstes Modell war die ab September 1955 angebotene Cabriolimousine LC 400 für DM 3680,--.
In fünf Jahren entstanden insgesamt 109.878 Lloyd 400.

## Rekordwagen

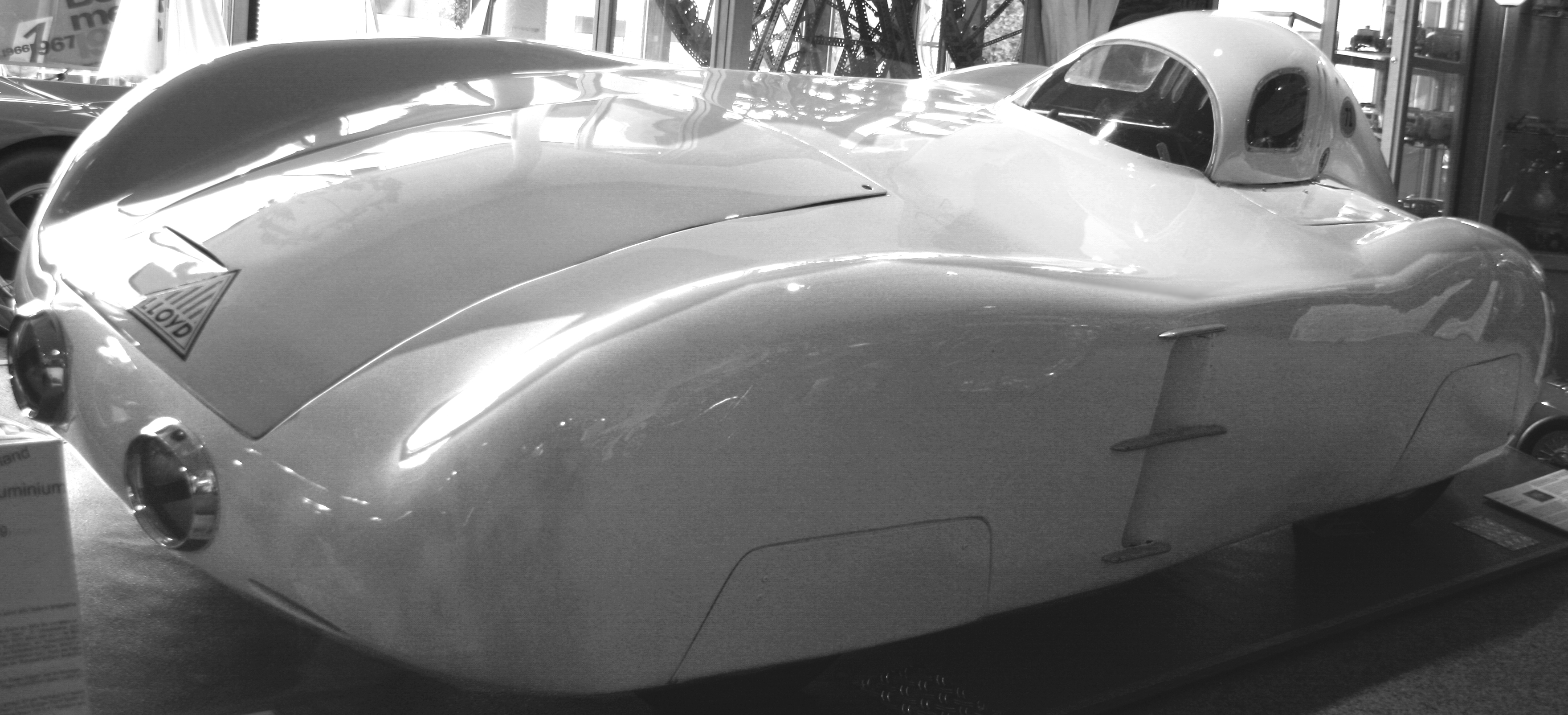
Lloyd-Rekordwagen, ausgestellt im Museum „Boxenstop“ Tübingen, 2013

1953/54 baute der Wiesbadener Rennfahrer, Borgward- und Lloyd-Händler Karl-Heinz Schäuferle einen stromlinienförmigen Rekordwagen mit Teilen des Lloyd 400. Das „Roland“ und im Volksmund auch „Weiße Maus“ genannte einsitzige Fahrzeug hatte eine schmal lange, von Hand gehämmerte Aluminiumkarosserie, in der der Fahrer weit hinten in der Mitte unter einer engen Haube saß. Alle vier Räder waren seitlich abgedeckt. Der Hubraum des luftgekühlten Zweizylinder-Zweitaktmotors war zunächst auf 350 cm³ reduziert. In dieser Ausführung erzielte der Wagen mit den Fahrern Karl-Heinz Schäuferle, Hubertus Ricker und Adolf Brudes 14 Klassenrekorde, unter anderem mit einem Schnitt von 120,85 km/h über drei Stunden und 112,10 km/h über 5000 Meilen. Mit äußerlich leichten Veränderungen zur Verringerung des Luftwiderstands und auf 386 cm³ vergrößertem, liegend eingebautem Motor soll der Wagen 1955 eine Höchstgeschwindigkeit von 150 km/h erreicht haben. Die in einer Quelle genannten 40 PS für den kleineren Motor erscheinen eher unwahrscheinlich.